# Jelcz M081MB
Jelcz M081MB Vero — польский автобус малого класса, выпускавшийся компанией Jelcz в 1999—2008 годах на шасси Mercedes-Benz Vario 814D.

## История модели
Прототип модели Jelcz M081MB был представлен в 3 квартале 1998 года под индексом Midi. С 1999 года автобус производится под названием Jelcz M081MB Edi. С 2000 года все автобусы семейства 081 оснащены каркасом и нержавеющими стальными боками. В том же году появилась возможность оснащения этой модели системой кондиционирования, перегородкой кабины водителя и 4-ступенчатой автоматической трансмиссией Allison AT-542, которой оснащены 15 транспортных средств: 10 в MPK Włocławek, а также по одному в MZK Kety, MZK Leszno, MPK Radom, MZK Toruń и ZKM Ciechanów. Также существовали производные модели Jelcz L081MB и Jelcz T081MB на шасси Mercedes-Benz Vario 815D.
В начале сентября 2001 года в Лодзи в модель были внесены косметические изменения, и модель получила название: Jelcz M081MB Vero.
В октябре 2002 года автобус стал оснащаться дизельным двигателем внутреннего сгорания Евро-3, и название изменилось на Jelcz M081MB/3 Vero, которое использовалось до завершения производства.
С 2005 года выпускалась модернизированная версия Jelcz M081MB Vero. Была также возможность оснащения этого автобуса прожекторными фарами, которые из-за повышенных затрат были использованы только в прототипе, который до 2018 года принадлежал MPK Kraków.
В октябре 2008 года из-за невозможности продолжения производства автобусов компанией ZS Jelcz производство этой модели было прекращено. Последний Jelcz M081MB был изготовлен в 2007 году, а затем в мае 2008 года поступил в MPK Kraków.

## Галерея

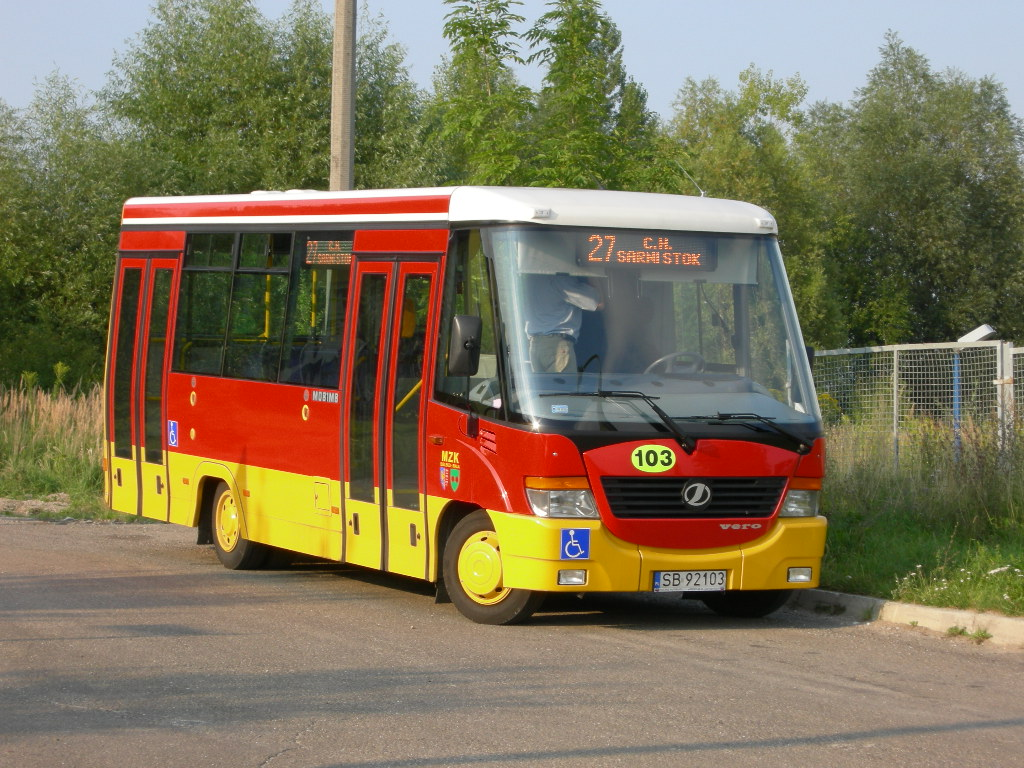
Jelcz M081MB в Бельско-Бяле
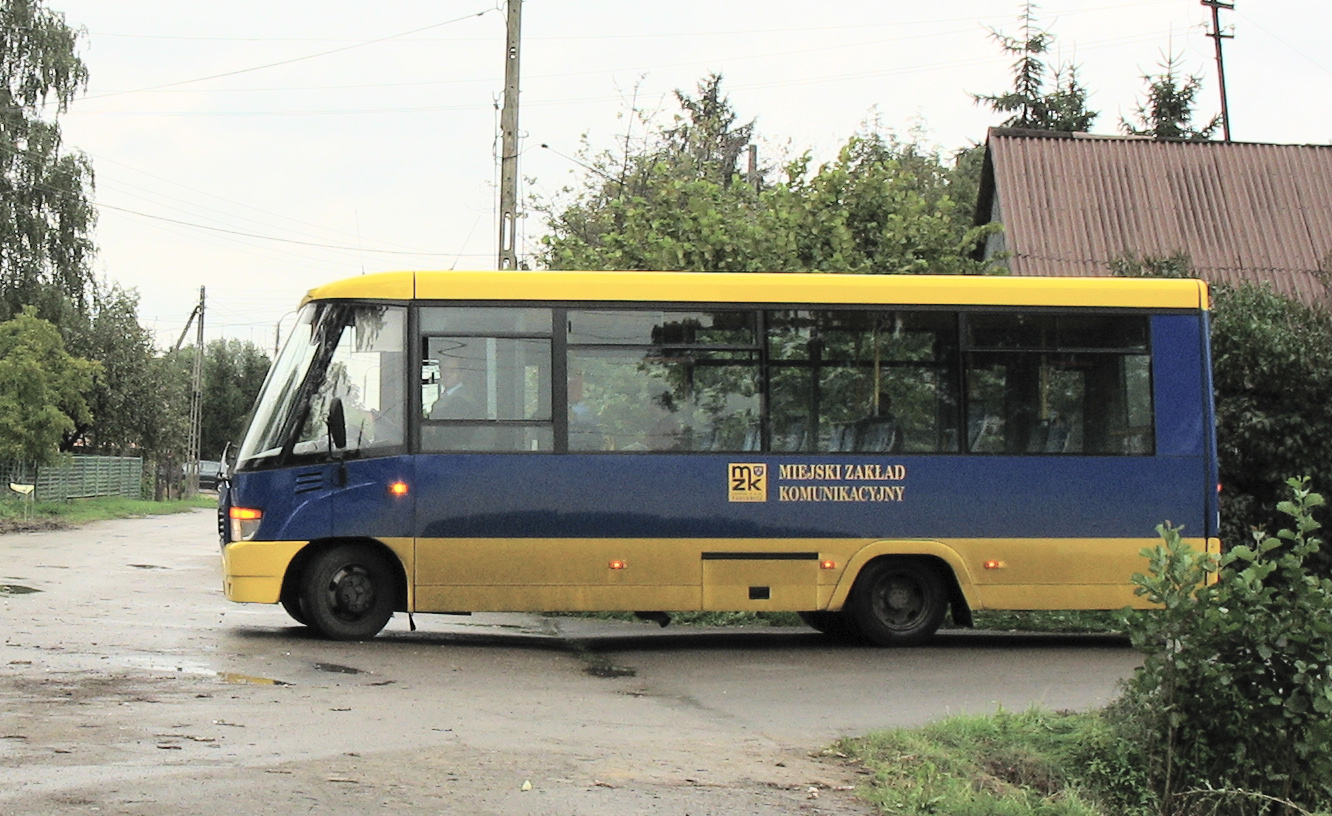
Jelcz M081MB Vero в Пабьянице
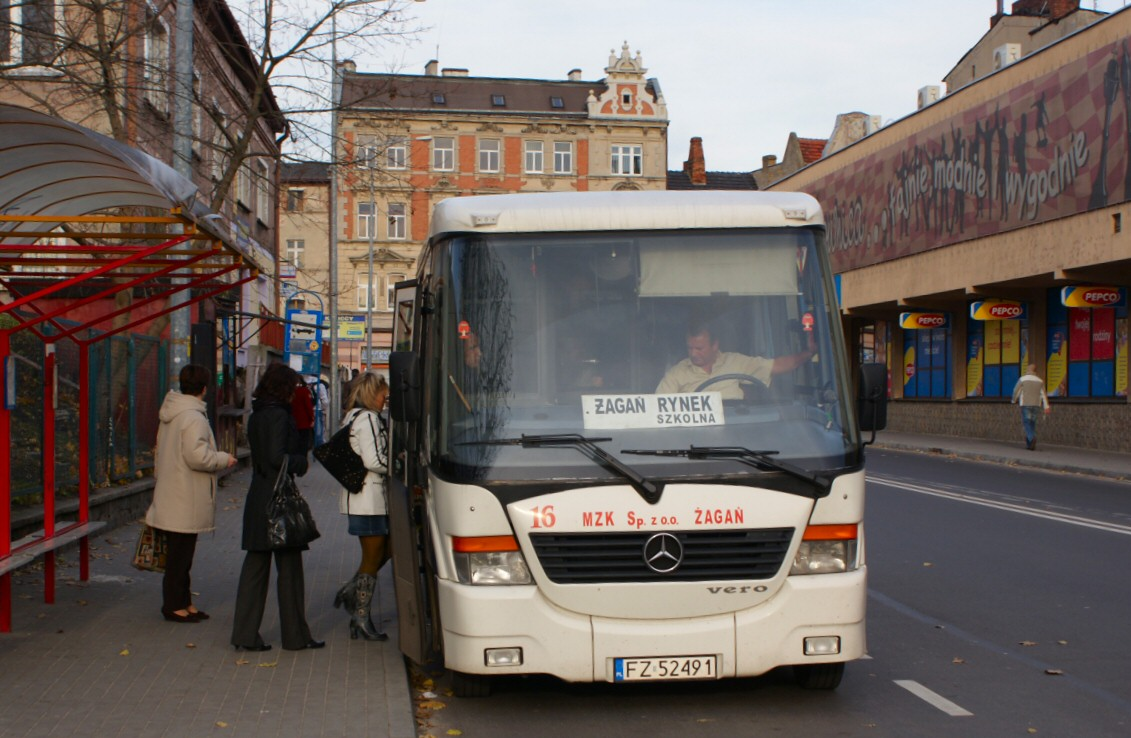
Jelcz L081MB/3 Vero

## Производство

### Jelcz M081MB (по данным Transport Wroc.Biz)
| Год производства | Количество |
| ---------------- | ---------- |
| 1998             | 1          |
| 1999             | 15         |
| 2000             | 29         |
| 2001             | 19         |
| 2002             | 24         |
| 2003             | 9          |
| 2004             | 7          |
| 2005             | 38         |
| 2006             | 33         |
| 2007             | 28         |
| Всего            | 203        |

### Jelcz L081MB (по данным Transport Wroc.Biz)
| Год производства | Количество |
| ---------------- | ---------- |
| 1999             | 1          |
| 2000             | 7          |
| 2001             | 4          |
| 2002             | 4          |
| 2003             | 0          |
| 2004             | 0          |
| 2005             | 0          |
| 2006             | 25         |
| Всего            | 41         |

По состоянию на 2004 год было произведено 18 экземпляров.